# عبد الله (مصطلح)
«عبد الله» أو «خادم الله» أو «خادم الرب» (بالإنجليزية: Servant of God)‏ هو مصطلح تستخدمه الديانات المختلفة للإشارة إلى الأشخاص الورعين المتمسكين بالتقاليد الإيمانية. في الكنيسة الكاثوليكية، تعتبر هذه هي الخطوة الأولى في تحديد الشخص الذي يتم البحث فيه من قبل الكنيسة من أجل تطويبه قديسًا. يستخدم هذا المصطلح أيضاً في الكنيسة الأرثوذكسية الشرقية للإشارة إلى أي مسيحي أرثوذكسي شرقي. الاسم العربي عبد الله، والاسم الألماني Gottschalk، والاسم السنسكريتي Devadasa كلها أشكال مختلفة من «عبد الله» أو «خادم الرب».

## المسيحية

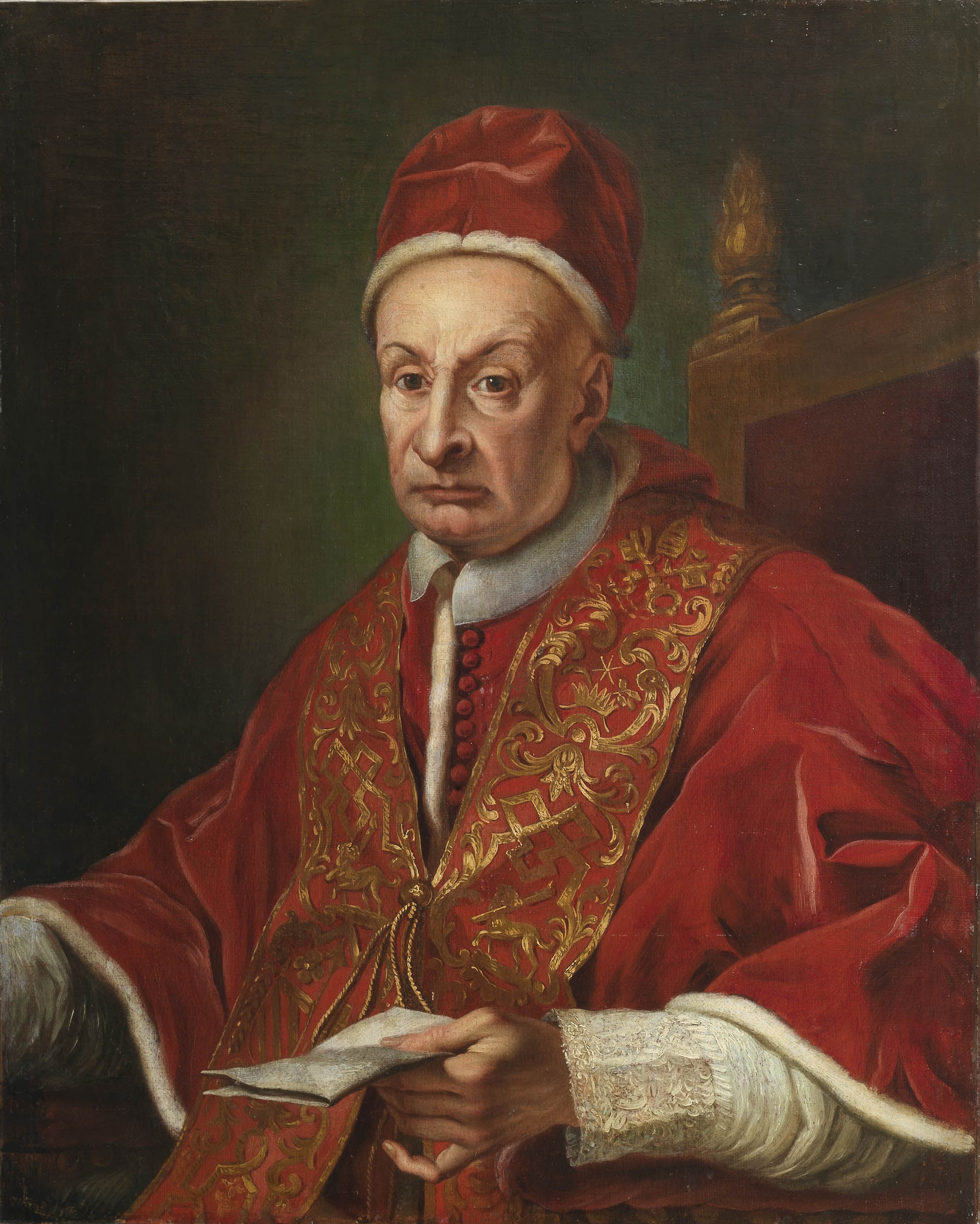
البابا بنديكتوس الثالث عشر، واحد من اثنين فقط من الباباوات الذين جرى إعلانهما حاليًا خادمًا للرب.

### الكتاب المقدس
تظهر عبارة "عبد الله" تسع مرات في الكتاب المقدس، الخمس مرات الأولى في العهد القديم، والأربع مرات الأخيرة في العهد الجديد. يشير الكتاب المقدس العبرية إلى " موسى عبد الاله " (עֶֽבֶד הָאֱלֹהִ֛ים "عابد؛ أخبار الأيام الأول 6:49 ، أخبار الأيام الثاني 24:9 ، نحميا 10:29 ، دانيال 9:11). القضاة 2:8 ، تيموثاوس الثانية 2:15). يشير إلى يوشع بن نون باسم 'عابد الرب (עֶ֣בֶד יְהוָ֑ה).
كما يصف العهد الجديد موسى بهذه الطريقة في رؤيا يوحنا 15:3 (τοῦ δούλου τοῦ Θεοῦ ، تو دولو تو ثيو)، كما بولس يطلق على نفسه اسم "عبد الله" في تيطس 1:1، في حين يطلق يعقوب على نفسه اسم "عبد الله والرب يسوع المسيح" في يعقوب 1:1. يصف بطرس الأول 2:16 «خدام الله» بأنهم أحرار في التصرف ضمن حدود إرادة الله. باتباع اصطلاحات الاستخدام المنصوص عليها في نسخة الملك جيمس للكتاب المقدس، فإن كلمة «خادم» لا تُكتب بأحرف كبيرة أو تستخدم كعنوان للنبل. («العبد ليس أعظم من سيده».)

### الكنيسة الكاثوليكية
«خادم الله» هو تعبير مستخدم لعضو في الكنيسة الكاثوليكية يتم التحقيق في حياته وأعماله مقابل الاعتراف الرسمي من قبل البابا والكنيسة الكاثوليكية كقديس في السماء.  المصطلح «خادم الله» ((باللاتينية: Servus Dei)‏) لا ينبغي الخلط بينه وبين Servus Servorum Dei (خادم عباد الله)، أحد ألقاب البابا.
يُستخدم مصطلح خادم الله في أولى الخطوات الأربع في عملية ترسيم القديسين. والخطوة التالية هي إعلان الوقار بموجب مرسوم البطولة أو الشهادة من قبل المكرمين. ويتبع ذلك التطويب بلقب مبارك. بعد تأكيد المعجزات الناتجة عن شفاعة المكرم، فإن الخطوة الأخيرة هي التقديس، حيث ينال المكرّم لقب القديس. تخضع عملية التقديس لسلطة مجمع أسباب القديسين.
لا تعتبر الكنيسة الكاثوليكية لقب خادم الله عنوانًا قداسيًا بالمعنى الدقيق للكلمة (مثل أو المباركين)، ولكن فقط مصطلح تقني يستخدم في عملية التطويب. ومن ثم، يمكن تسمية أي من المؤمنين بـ «خادم الله» في إطار معنى أكبر.

## الهندوسية
يُطلق على المعلم أو المعلم الجالس في تقاليد الهندوسية المختلفة اسم داسا، أو «خادم الله». يمكن أيضًا تسمية المعلم uda ka das، وهو ما يعني «خادم الله». في اللغة السنسكريتية، كلمة داسا (dāsa) تعني «خادم»، ويتم الاحتفاظ بهذا المعنى في جميع اللغات الهندية حيث تُمارس عبادة إله مجسم. في التاميلية تستخدم أسماء مثل تونتاي، داسا، خادم، أو عبد للإشارة إلى المحبون لفيشنو أو كريشنا.